# Hobbit

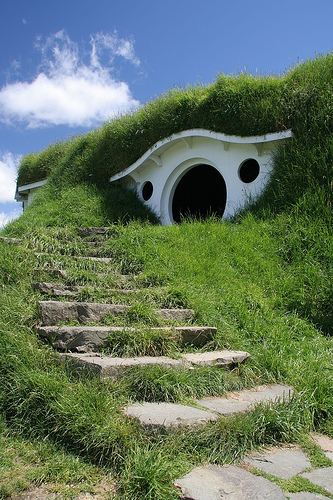
Locuinţa unui hobbit

Hobbiții sunt unii dintre locuitorii Pământului de Mijloc, lume fictivă creată de către scriitorul J. R. R. Tolkien. Din acest neam se trag Bilbo Baggins, Frodo Baggins, Samwise Gamgee, Meriadoc Brandybuck și Peregrin Took, personaje ale trilogiei Stăpânul Inelelor.

## Legături externe
- http://tolkiengateway.net/wiki/Hobbits